# Collège Notre-Dame (Montréal)
Pour les articles homonymes, voir Collège Notre-Dame.
 (mai 2016).
Si vous disposez d'ouvrages ou d'articles de référence ou si vous connaissez des sites web de qualité traitant du thème abordé ici, merci de compléter l'article en donnant les références utiles à sa vérifiabilité et en les liant à la section « Notes et références ».
Le Collège Notre-Dame est un collège privé francophone catholique qui se situe à Montréal, dans l'arrondissement Côte-des-Neiges–Notre-Dame-de-Grâce. Le collège est situé au 3791, chemin Queen-Mary.

## Historique

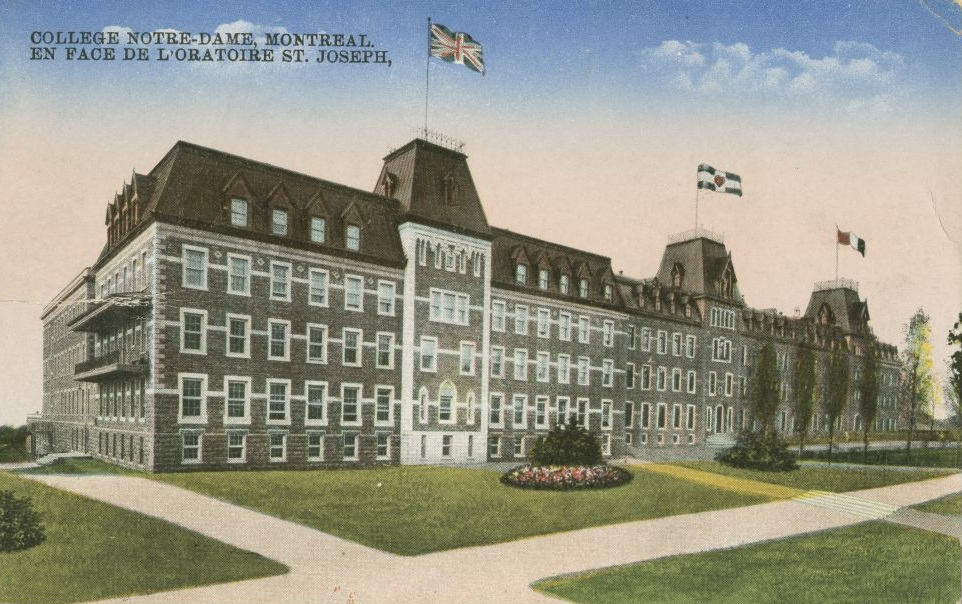
Vers 1910.

Le collège a été fondé en 1869 par les religieux de la Congrégation de Sainte-Croix. Il accueille plus de 1 750 élèves de niveau secondaire (garçons et filles). La philosophie pédagogique du collège vise à former le corps, l'esprit et le cœur des étudiants et pour y arriver, le sport occupe une place importante au sein de l'institution. Le collège partage le même nom que la prestigieuse université de Notre-Dame aux États-Unis, également fondée par les frères de Sainte-Croix.
Le Frère Adrien Rivard y a demeuré et a été le jardinier en chef d'un jardin botanique qui attira beaucoup de Montréalais avant l'ouverture officielle du jardin botanique de Montréal. Le Frère André (né Alfred Bessette, 1845-1937) y occupa les fonctions de portier durant une quarantaine d'années (de 1870 à 1909). Le collège est situé devant l'oratoire Saint-Joseph, un des monuments religieux les plus connus à Montréal.

## Enseignement et activités
Le collège est reconnu comme une des meilleures institutions d'enseignement secondaire à Montréal et dans la province de Québec, se classant chaque année parmi les cinq meilleurs collèges privés[réf. nécessaire]. Cette école est aussi grandement réputée en matière de sport. L'équipe de football canadien Les Cactus, ont notamment remporté 14 Bols d'or (1987, 1988, 1989, 1990, 1994, 1996, 2001, 2002, 2005, 2010, 2011, 2013, 2015 et 2021) depuis sa création en 1958 en plus d'un championnat provincial en 2009. Le collège compte 35 équipes sportives qui évoluent dans les différentes ligues régionales et provinciale dans des disciplines aussi diverses que le football, le soccer, le flag-football, le ballon-balai, le hockey, la danse, le basketball et le cheerleading. Les installations sportives incluent notamment une aréna, le stade Jacques-Gauthier, une piste de course à pied dotée d'un revêtement professionnel, une piscine ainsi que des salles d'entraînement et un gymnase.
Le collège participe également à plusieurs activités inter-scolaires comme la ligue d'improvisation par l'entremise de son équipe d'improvisation qui est de très haut calibre. L'école est représentée en cadet par la CoiNciDence et en juvénile par l'inCaNDescence. Les deux équipes évoluent dans la RSEQ (Réseau du sport étudiant du Québec).
Souvent relégué au second plan des activités du collège par la place importante que prend le sport dans cette école, le département de musique fait également partie des aspects exceptionnels de cette institution scolaire. Les cours de musique sont obligatoires en première et en deuxième année du secondaire. On y offre des cours privés pour tous les instruments à vent, des cours de chant, de guitare, de piano, ainsi que des cours de contrebasse. L'Orchestre à vent est l'orchestre de plus haut niveau au Collège. Cet orchestre a remporté de nombreux prix lors des concours de musique. Plusieurs musiciens reconnus au Québec ont fait leurs études au Collège Notre-Dame comme Gregory Charles.

## Abus sexuels
À la suite de plaintes pour abus sexuels, un recours collectif des victimes implique, outre le Collège Notre-Dame de Montréal, le collège Saint-Césaire en Montérégie et l’école Notre-Dame dans le Bas-Saint-Laurent. Les victimes des membres et de laïcs de la congrégation des frères de Sainte-Croix recevront entre 10 000 $ et 250 000 $ chacune selon la gravité estimée des préjudices ,.